# Silver Snoopy Award

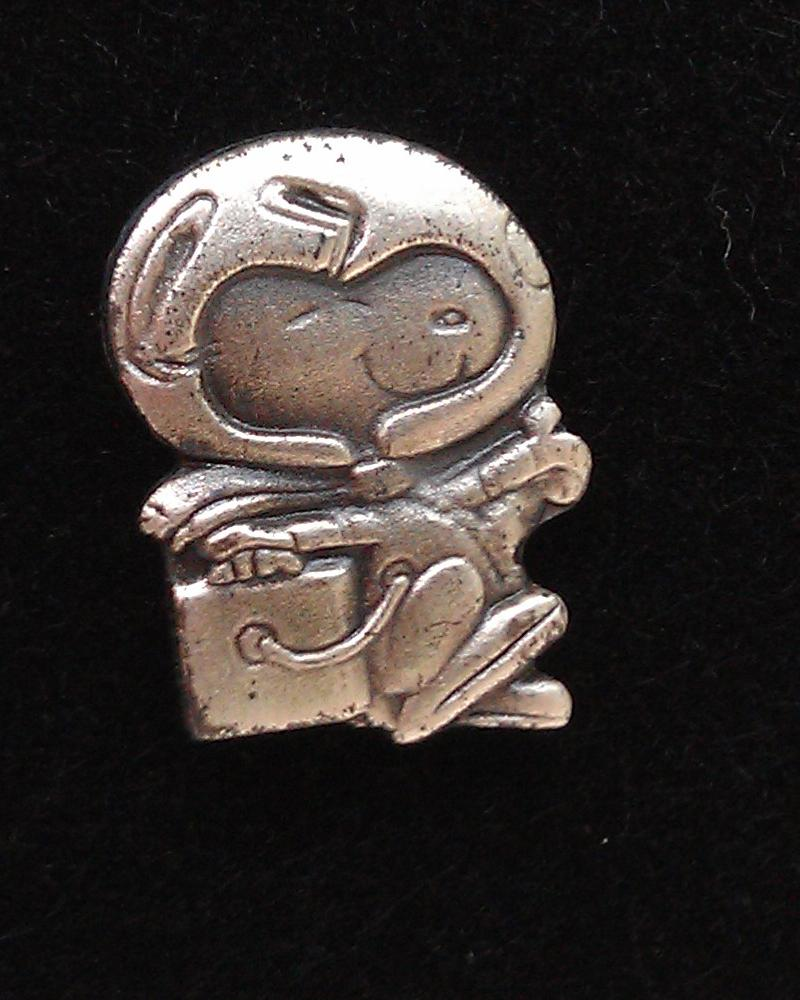
Snoopy-Award-Pin, der auf der STS-116-Mission mitgeflogen ist

Der Silver Snoopy Award ist die höchste Auszeichnung, die durch NASA-Astronauten denjenigen Individuen oder Unternehmen verliehen wird, welche einen substantiellen Beitrag zum Erfolg einer bemannten Raumfahrtmission liefern. Diese informelle Ehre ist mit keinem Preisgeld verbunden. Weniger als ein Prozent der gesamten Arbeitskräfte erhalten ihn jährlich.
Der Preis als Gegenstand besteht aus einem Anstecker aus Silber, der auf einer Mission mitgeflogen ist und ist verbunden mit einem Dankbarkeits- und einem Belobigungsschreiben, die beide von Astronauten unterzeichnet sind.
So wurde z. B. der Hersteller Omega für die Astronautenuhr Speedmaster Professional wegen der erfolgreichen Rückkehr von Apollo 13 zur Erde mit dem Silver Snoopy Award ausgezeichnet (siehe unten).

## Empfänger der Auszeichnung

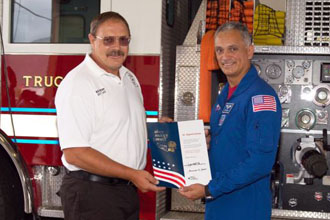
Beispiel für eine Verleihung des Snoopy-Award: Im August 2007 erhält der Notfallsanitäter (EMT = Emergency Medical Technician) Ralph Brown der White Sands Test Facility die Auszeichnung durch den Astronauten John Daniel Olivas.

Seit 1968 wurden (Stand Januar 2016) fast fünfzehntausend Menschen mit einem Silver Snoopy ausgezeichnet.
Silver-Snoopy-Auszeichnungen sind pro Jahr auf maximal ein Prozent der theoretisch berechtigten Empfänger beschränkt. Eine Person kann die Auszeichnung in ihrem Leben nur einmal erhalten. Die Auszeichnung wird nicht posthum oder als Anerkennungsauszeichnung für Langlebigkeit, den Eintritt in den Ruhestand oder das Beenden des Dienstes vergeben. Falls ein Anstecker verloren geht, kann er nach Ermessen des SFA-Panels durch einen Anstecker ersetzt werden, der jedoch nicht auf einer Mission mitgeflogen ist.

## Anforderungen
Mitarbeiter der NASA oder von einem von ihr beauftragten Unternehmen können für eine Silver-Snoopy-Auszeichnung in Betracht gezogen werden, wenn sie eines oder mehrere der folgenden Kriterien erfüllt haben:
- Sie haben erheblich, über ihre normalen Arbeitsanforderungen hinaus, zur Entwicklung und Umsetzung von Programmen zur bemannten Raumfahrt beigetragen und gleichzeitig Qualität und Sicherheit gewährleistet.
- Erzielung einzelner spezifischer Erfolge, die einen erheblichen Einfluss auf die Erreichung eines bestimmten Ziels des Programms zur bemannten Raumfahrt hatten und gleichzeitig Qualität und Sicherheit gewährleisten.
- Ein Beitrag zu einer erheblichen Kosteneinsparung oder einer Reihe geringerer Kosteneinsparungen, die sich direkt auf Programme zur bemannten Raumfahrt beziehen.
- Der Empfänger war maßgeblich an der Entwicklung von Modifikationen an Hardware, Software oder an Materialien für Missionen zur bemannten Raumfahrt beteiligt, die Zuverlässigkeit, Effizienz oder Leistung erhöhen.
- Unterstützung bei betrieblichen Verbesserungen, die die Effizienz oder Leistung steigern.
- Die Person war ein Schlüsselakteur bei der Entwicklung einer vorteilhaften Prozessverbesserung von erheblichem Ausmaß.
- Es wurde ein Beitrag zur Unterstützung der NASA-Programme geleistet, der über die grundlegenden Arbeitsaufgaben hinausgeht.
- Eine nachhaltige Qualitätsverbesserung zur Unterstützung von bemannter Raumfahrt über einen längeren Zeitraum.

## Auswahl des Maskottchens
Als Antwort auf die Anforderung, zusätzliche Kräfte zu mobilisieren, untersuchte die NASA bestehende industrielle und verwaltungstechnische Motivationsprogramme. Obwohl alle diese Programme viele hervorragende Konzepte beinhalteten, bestand dennoch kein direkter Zusammenhang zur Apollo-/Saturn-Mission, den Astronauten, der Flugsicherheit oder der Wichtigkeit des nationalen Raumfahrtprogrammes. Es musste größeres Augenmerk auf die Flugsicherheit gerichtet und ein Mittel gefunden werden, damit Arbeiter sich besser mit den Flugbesatzungen und deren Mission identifizieren konnten.
Nach Begutachtung von Motivationskonzepten der Regierungsverwaltung fand die NASA den Smokey Bear des United States Forest Service (Forstbehörde) besonders interessant. Eine Studie von 1968 ergab, dass Smokey das bekannteste Symbol der Vereinigten Staaten sei: Neun von zehn Amerikanern kannten ihn und seine Botschaft. Die NASA musste solch ein Symbol finden; eines, das bereits in der Öffentlichkeit akzeptiert war, speziell bei den Menschen, die für den bemannten Raumflug arbeiteten. Das Symbol sollte die Flugsicherheit und den Erfolg der Mission hervorheben, als eine Art Wachhund des bemannten Fluges.
Snoopy, der altkluge Hund aus den populären Peanuts-Comics, schien dafür offensichtlich passend. Er war ein Hund, er besaß Akzeptanz (und Sympathie) der Nation und er hatte schon Flugerfahrung (vom Dach seiner Hundehütte). Die Leute interessierte, was Snoopy zu sagen hatte.
Der Chef der bemannten Flugsicherheit nahm mit Charles M. Schulz – dem Erfinder von Snoopy – Kontakt auf, um anzufragen, ob es den Astronauten erlaubt sei, Snoopy als ihr persönliches Sicherheitsmaskottchen auszuwählen. Als begeisterter Unterstützer des amerikanischen Raumfahrtprogrammes stimmte Schulz enthusiastisch zu. Schulz und United Features waren einverstanden, „Snoopy den Astronauten“ der NASA kostenfrei zu überlassen. Dennoch wurden zur Wahrung des Charakters von Snoopy und seiner Integrität einige Richtlinien erstellt.

## Einsatz der Omega Speedmaster Professional an Bord der Apollo 13
Im April 1970 geriet Apollo 13 in Gefahr, als eine Explosion im Servicemodul einige Energie-, Elektrizitäts- und Lebenserhaltungssysteme beschädigte und teilweise zerstörte. Die Besatzung musste sämtliche Stromkreise mit Ausnahme des Funks abschalten. Auch wurden alle Navigationscomputer und Zeitmesser abgeschaltet, um Energie für die Lebenserhaltungssysteme zu sparen. Folglich war die Besatzung gezwungen, mit ihren Speedmaster-Uhren die Sekunden der Raketenzündung für einen Wiedereintritt in die Erdatmosphäre zu bestimmen – es stand nur ein Zeitfenster von 14 Sekunden mit einer maximal zehnprozentigen Fehlerabweichung zur Verfügung. Jegliche leichte Abweichung hätte die Kapsel in die Weiten des Alls und die Besatzung in den sicheren Tod geschickt. Jim Lovell und Fred Haise steuerten die Raumfähre manuell, während Jack Swigert die Dauer der korrekten Zündung mit seiner Speedmaster bestimmte.
Die Leistung der Speedmaster Professional brachte Omega den Silver Snoopy Award ein, die höchste von Astronauten verliehene Auszeichnung. Der Astronaut Tom Stafford überreichte die Anstecknadel am 5. Oktober 1970 an Hans Widmer. Heute ist dieser Silver Snoopy Award im Omega-Museum in Biel (Schweiz) dauerhaft ausgestellt.